# Opperdoes

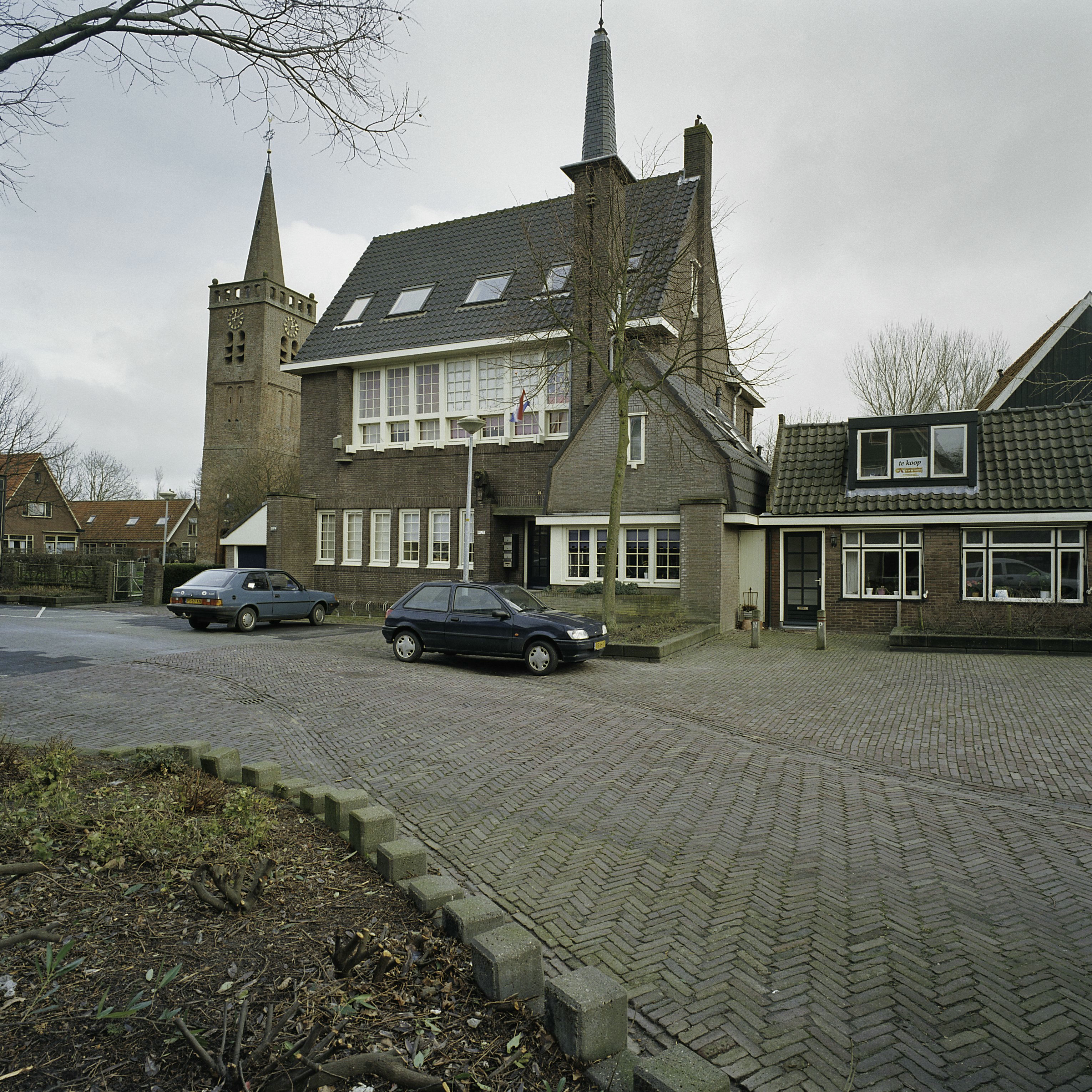
Opperdoes: l'ex-municipio

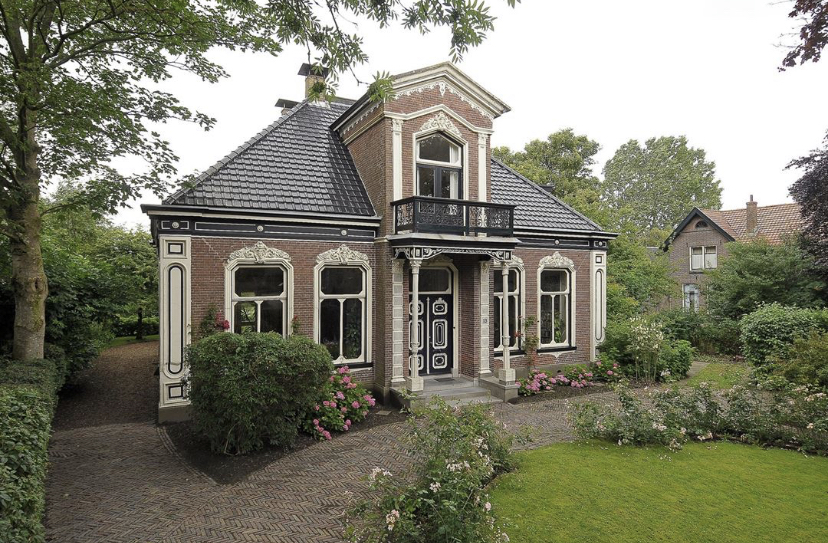
Edificio classificato come rijksmonument a Opperdoes

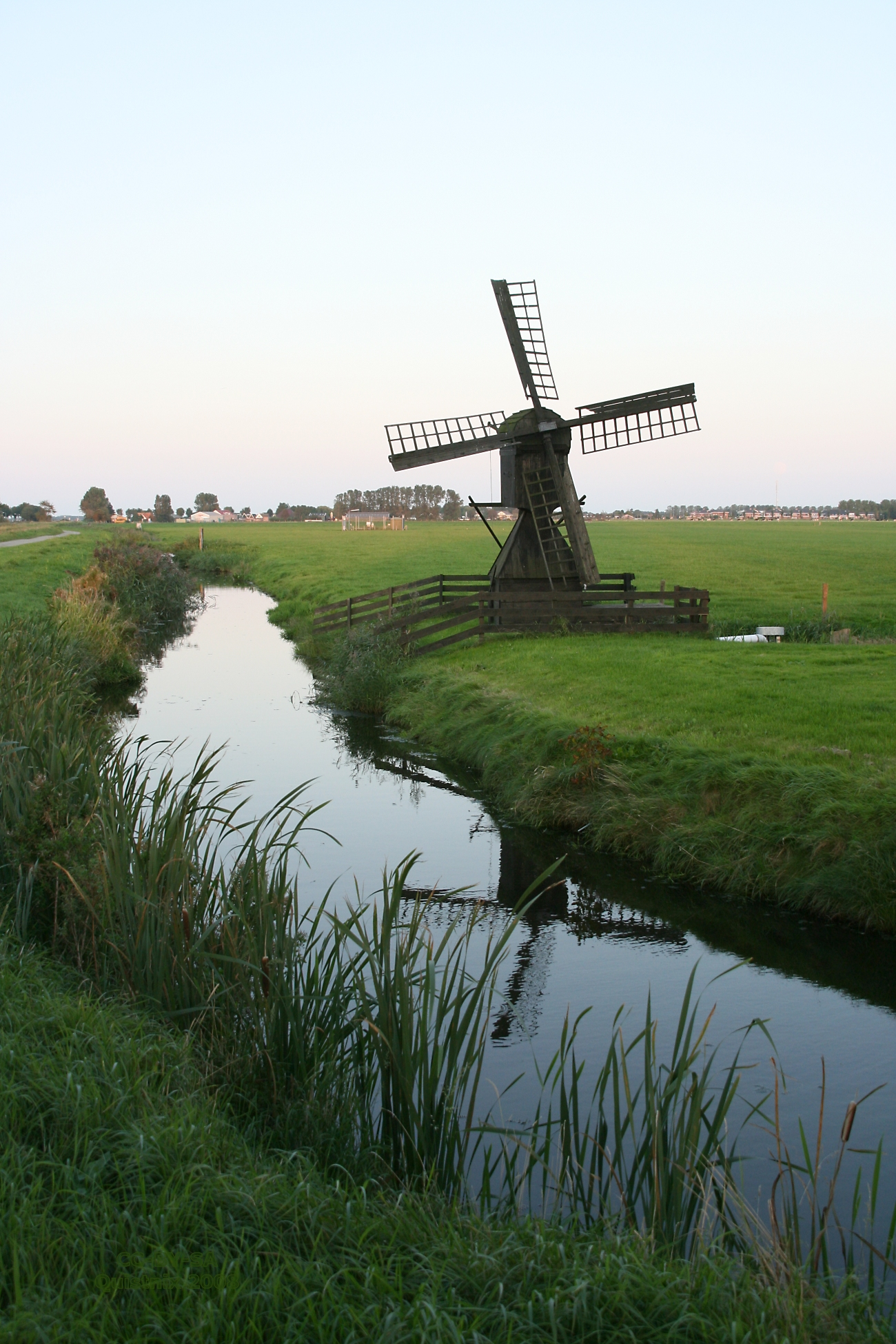
Opperdoes: il Kikjesmolen

Opperdoes è un villaggio (dorp) di circa 1 900 abitanti del nord-ovest dei Paesi Bassi, facente parte della provincia dell'Olanda Settentrionale (Noord-Holland) e situato nella regione della Frisia Occidentale.  Dal punto di vista amministrativo, si tratta di un ex-comune, dal 1979 inglobato nella municipalità di Noorder-Koggenland e dal 2007 accorpato alla municipalità di Medemblik.
Il villaggio è soprannominato la "piccola Giethoorn".

## Geografia fisica
Opperdoes si trova poco distante dalla costa che si affaccia sull'IJsselmeer, tra la città costiera di Medemblik e Abbekerk (rispettivamente a ovest della prima e a nord-est della seconda), a pochi chilometri a nord/nord-est di Twisk.
Il villaggio occupa una superficie di 3,28 km², di cui 0,17 km² sono costituiti da acqua.

## Origini del nome
Il toponimo Opperdoes, attestato per la prima volta in questa forma nel 1639 e anticamente come Those o Thosa (XI secolo), Dose (1311-1312 ca.) e Dosa (1396), è formato dal termine antico olandese thosa, che significa "torba", a cui è stato poi aggiunto il termine opper, che significa "in alto", "sopra".

## Storia

### Dalle origini ai giorni nostri
Il villaggio è menzionato come Dose in un documento redatto da un balivo del 1311 o 1312.
Nel 1414 entrò a far parte assieme al villaggio di Almersdorp nel territorio della giurisdizione di Medemblik, rimanendovi a far parte fino al marzo del 1811.
Il 1º gennaio 1812, Opperdoes, che già nel 1802-1802 era identificato come un "comune", andò a formare assieme al villaggio di Twisk la municipalità di Twisk.
Nel 1979, Opperdoes cessò di essere un comune indipendente e andò a formare, assieme ai vicini villaggi di Abbekerk, Midwoud, Sijberkarspel e Twisk, la nuova municipalità di Noorder-Koggenland.

### Simboli
Nello stemma di Opperdoes sono raffigurati tre tulipani di colore viola su sfondo giallo. L'origine di questo stemma è sconosciuta.

## Monumenti e luoghi d'interesse
Opperdoes vanta 6 edifici classificati come rijksmonument.

### Architetture religiose

#### Hervormde Kerk
Principale edificio religioso di Opperdoes è la Hervormde Kerk ("chiesa protestante"), situata al nr. 16 di Kerkebuurt e il cui campanile risale al 1525.

### Architetture civili

#### Klikjesmolen
Altro edificio d'interesse è il Klikjesmolen, un mulino a vento risalente al 1880 e ricostruito nel 1920 e nel 1987.

## Società

### Evoluzione demografica
Al censimento del 2021, Opperdoes contava una popolazione pari a 1.930 (o 1938) abitanti.
La popolazione al di sotto dei 16 anni era pari a 310 unità, mentre la popolazione dai 65 anni in su era pari a 375 unità.
La località ha conosciuto un lieve decremento demografico rispetto al 2020, quando contava 1 955 abitanti. Negli anni precedenti, si era invece assistito a un progressivo incremento demografico a partire dal 2016, quando Opperdoes contava 1 894 abitanti.
L'11,1% della popolazione proviene dalle Antille Olandesi, mentre il 6,3% è di origine turca.

## Geografia antropica

### Suddivisioni amministrative
Buurtschappen
- Westeinde (in gran parte)

## Cultura

### Eventi
- Jeugdfestival Opperdoes (a inizio dicembre)[3]